# Produkt und Koprodukt
In der Kategorientheorie sind Produkt und Koprodukt zueinander duale Konzepte, um Familien von Objekten einer Kategorie ein Objekt zuzuordnen. Dualität zweier Begriffe bedeutet, wie in der Kategorientheorie üblich, dass ein Begriff aus dem jeweils anderen durch Umkehrung der Morphismenpfeile entsteht, wie an der unten angegebenen Definition zu erkennen ist. Beide lassen sich nur bis auf natürliche Isomorphie eindeutig definieren. Das Produkt entsteht aus einer Verallgemeinerung des kartesischen Produkts und das Koprodukt aus einer Verallgemeinerung der (äußeren) disjunkten Vereinigung  von Mengen. Das Produkt und Koprodukt decken das kartesische Produkt und die disjunkte Vereinigung als Spezialfälle auf der Kategorie der Mengen ab.
Fällt das Produkt mit dem Koprodukt zusammen, so nennt man es ein Biprodukt.

## Definitionen
Es sei {\displaystyle {\mathcal {C}}} eine beliebige Kategorie, {\displaystyle I} eine beliebige Indexmenge und {\displaystyle (A_{i})_{i\in I}} eine Familie von Objekten in {\displaystyle {\mathcal {C}}}.
Ein Objekt {\displaystyle \Pi } von {\displaystyle {\mathcal {C}}} zusammen mit Morphismen {\displaystyle \mathrm {pr} _{i}\colon \Pi \to A_{i}}, den Projektionen auf die jeweils  {\displaystyle i}-te Komponente, heißt Produkt der {\displaystyle A_{i}}, falls die universelle Eigenschaft gilt:
Für jedes Objekt {\displaystyle X} von {\displaystyle {\mathcal {C}}} mit Morphismen {\displaystyle f_{i}\colon X\to A_{i}} gibt es genau einen Morphismus  {\displaystyle f\colon X\to \Pi }, der {\displaystyle f_{i}=\mathrm {pr} _{i}\circ f} für alle {\displaystyle i\in I} erfüllt.
Man schreibt dann {\textstyle \prod _{i\in I}A_{i}} für ein solches {\displaystyle \Pi }.
Ein Objekt {\displaystyle \amalg } von {\displaystyle {\mathcal {C}}} zusammen mit Morphismen {\displaystyle \mathrm {ins} _{i}\colon A_{i}\to \amalg }, den Einbettungen in die jeweils {\displaystyle i}-te Komponente, heißt Koprodukt der {\displaystyle A_{i}}, falls die universelle Eigenschaft gilt:
Für jedes Objekt {\displaystyle Y} von {\displaystyle {\mathcal {C}}} mit Morphismen {\displaystyle g_{i}\colon A_{i}\to Y} gibt es genau einen Morphismus {\displaystyle g\colon \amalg \to Y}, der {\displaystyle g_{i}=g\circ \mathrm {ins} _{i}} für alle {\displaystyle i\in I} erfüllt.
Man schreibt dann {\textstyle \coprod _{i\in I}A_{i}} für ein solches {\displaystyle \amalg }.

## Beispiele
Es werden einige geläufige Kategorien mit ihren Produkten und Koprodukten angegeben.
| Kategorie                            | Produkt | Koprodukt |
| ------------------------------------ | --- | --- |
| Mengen                               | kartesisches Produkt | (äußere) disjunkte Vereinigung |
| Gruppen                              | direktes Produkt | freies Produkt |
| abelsche Gruppen                     | direktes Produkt | direkte Summe |
| Vektorräume                          | direktes Produkt | direkte Summe |
| Moduln über einem Ring               | direktes Produkt | direkte Summe |
| Kommutative Ringe mit Eins           | direktes Produkt | Tensorprodukt von Ringen (betrachtet als {\displaystyle \mathbb {Z} }-Algebren)                                                                        |
| (quasi-)projektive Varietäten        | zugehörige Segre-Varietät | (kein spezieller Begriff) |
| topologische Räume                   | Produkttopologie | disjunkte Vereinigung mit der offensichtlichen Topologie                                                                                               |
| kompakte Hausdorffräume              | Produkttopologie | (kein spezieller Begriff) |
| punktierte topologische Räume        | Produkttopologie | Wedge-Produkt |
| Banachräume                          | Abzählbare Linearkombinationen mit {\displaystyle \ell ^{\infty }}, das heißt absolut beschränkten Koeffizienten, mit dem gewichteten Supremum der Normen als Norm | Abzählbare Linearkombinationen mit {\displaystyle \ell ^{1}}, das heißt absolut summablen Koeffizienten, mit der gewichteten Summe der Normen als Norm |
| partielle Ordnungen                  | Infimum | Supremum |
| Typen in verschiedenen Typentheorien | Tupel-Typen (im endlichen Fall) Abhängige Funktionstypen (auch Π-Typen genannt) (im allgemeinen Fall)                                                              | Typ-Vereinigung (im endlichen Fall) Abhängige Paar-Typen (auch Σ-Typen genannt) (im allgemeinen Fall)                                                  |

Für abelsche Gruppen, Moduln, Vektorräume und Banachräume stimmen die endlichen Produkte mit den endlichen Koprodukten überein, liefern also ein Biprodukt. Ihre Existenz wird bei der Definition abelscher Kategorien gefordert, insbesondere bilden abelsche Gruppen, Vektorräume und Moduln über einem Ring abelsche Kategorien.
In der Kategorie der topologischen Räume ist das Produkt genau das kartesische Produkt versehen mit der gröbsten Topologie, bei der die Projektionen {\displaystyle \mathrm {pr} _{i}} stetig sind, und das Koprodukt ist die disjunkte Vereinigung mit denselben offenen Mengen auf jedem der Räume wie zuvor und deren Vereinigungen.
In der Kategorie der abelschen Gruppen, Moduln und Vektorräume ist das Produkt genau das kartesische Produkt mit komponentenweiser Verknüpfung; das Koprodukt besteht aus den Elementen des Produkts, deren Komponenten fast überall (also überall bis auf an endlich vielen Stellen) Null sind.
Interpretiert man eine Quasiordnung {\displaystyle ({\mathcal {A}},\lesssim )} als die Kategorie ihrer Elemente mit Morphismen {\displaystyle f\colon a\to b} für {\displaystyle a\lesssim b}, so ergeben die Produkte die Infima und die Koprodukte die Suprema der entsprechenden Elemente.
Wie Produkte und Koprodukte in der Kategorie der Typen von praktischen Implementierungen von Typentheorien heißen oder ob sie existieren, hängt von der konkreten Typentheorie ab und wie sie formal betrachtet werden, da sie wegen praktischen Kompromissen oft die formalen Bedingungen verletzen. Daher gilt, wie in vielen anderen Kategorien auch, dass nicht für alle Familien von Typen Produkte und Koprodukte existieren, sondern nur für manche. Viele Typentheorien haben stets endliche Produkte und Koprodukte, insbesondere wenn sie um praktische Kompromisse bereinigt werden. Ist für eine von außerhalb der Typentheorie gegebene Indexmenge ein sie repräsentierender Typ verfügbar, so sind Π- und Σ-Typen das Produkt und Koprodukt. Sind in der betrachteten Typentheorie Π- und Σ-Typen verfügbar, so sind sie oft Produkte und Koprodukte, fasst man den Index-Typen bzw. die linke Seite als die Indexmenge auf.